# Endotelina 3
Endotelina 3, anche nota come EDN3, è sia il nome di un gene umano sia il corrispondente peptide, e costituisce una delle tre isoforme delle endoteline umane.

## Funzione
La proteina codificata da questo gene è un membro della famiglia delle endoteline. Le endoteline sono peptidi vasoattivi endotelio-derivati coinvolti in diverse funzioni biologiche. La forma attiva di questa proteina è un peptide di 21 residui amminoacidici processata da una proteina precorritrice.  La forma attiva è un ligando del recettore delle endoteline di tipo B (EDNRB). L'interazione di questa endotelina col recettore è essenziale per lo sviluppo delle linee cellulare derivate dalla cresta neurale, come melanociti e neuroni enterici. Sono state osservate quattro trascritti diversi per splicing alternativo e tre isoforme distinte.